# Francisco Javier de Uriarte y Borja
Francisco Javier de Uriarte y Borja (Puerto de Santa María, 5 de octubre de 1753-Puerto de Santa María, 29 de noviembre de 1842) fue un marino y militar español, 18.° capitán general de la Real Armada Española.

## Biografía
Fue hijo de Miguel de Uriarte y Herrera y de María del Carmen de Borja y Lasteros, ambos nacidos en Quito, entonces Real Audiencia. Su madre era hija de Francisco de Borja Paz Duque de Estrada, caballero de la Orden de Santiago, corregidor y justicia mayor de Riobamba y de Isabel Lasteros de Salazar y Carmona, por tanto descendiente directo de San Francisco de Borja y Aragón, IV duque de Gandía (Expediente 1737 para ingreso a la Orden de Carlos III).
El 31 de mayo de 1774 sentó plaza de guardiamarina en la Compañía del Departamento de Cádiz, a los 21 años de edad. Por su aplicación y el llevar ya una educación sobresaliente, solo un año más tarde se le ascendía al grado de alférez de fragata. Participó con este grado en la campaña de Argel de 1775 y en la expedición a la isla Santa Catarina entre 1776 y 1777. 
El 23 de mayo de 1778 fue ascendido a alférez de navío, el 21 de diciembre de 1781 a teniente de fragata y en 1782 a teniente de navío.
Participó en la expedición científica al estrecho de Magallanes, estando a las órdenes de Antonio de Córdova, en la que demostró gran entendimiento en las ciencias y un gran valor al realizar exploraciones peligrosas, siendo siempre el primero en ofrecerse para ello. Descubrió varias islas y puertos, a uno de los cuales se le puso su nombre. Después de una larga y accidentada navegación, llegó a la cabecera del cabo del Pilar, límite occidental del estrecho en la costa del Fuego, que desemboca en el océano Pacífico. 
El 21 de septiembre de 1789 fue ascendido a capitán de fragata. A su regreso y en el mismo año de 1793, estuvo en la campaña del Rosellón y poco después en el sitio de Tolón (1793). 
A capitán de navío fue ascendido con fecha del 25 de enero de 1794, año en que se le encomendó una misión arriesgada: le fue entregado el mando de la fragata Lucía. Se hizo a la vela desde el puerto de Cádiz, atravesó el océano Atlántico burlando a los británicos que lo cruzaban en misión de vigilancia y en busca de presa, y llegó al Río de la Plata, donde entregó los pliegos de los que era portador. Se le cargaron en el buque cinco millones de pesos fuertes y regresó, burlando otra vez a sus perseguidores, desembarcándolos sin novedad en el puerto de Cádiz. 
Se le dio el mando del navío Firme, con el que participó en la batalla del cabo Espartel. Pasó después a mandar los navíos Terrible y Concepción, este último perteneciente a la escuadra del general Federico Gravina, y tomó parte en la acción de Brest. Enterado Napoleón de sus méritos profesionales, le distinguió con el mejor regalo que se le podía hacer a un militar: un sable de honor, al que Uriarte le tenía en una gran estima. 
Pasó de nuevo a mandar, sucesivamente, los navíos Asturias, Guerrero y Argonauta; en este último trasladó a los Reyes de Etruria. Fue ascendido a brigadier el 5 de octubre de 1802. 
En la desafortunada batalla de Trafalgar ostentaba el mando del coloso de los mares, el navío Santísima Trinidad, el único de cuatro baterías que ha existido y con 140 bocas de fuego. De lo ocurrido en él, se pueden entresacar varias notas del relato que él mismo realizó en 1838 y que fue publicado en Fanal, como crónica marítima, el 9 de febrero de 1843. 

En el Trinidad, unos murieron en sus puestos, y otros, no tan felices, mutilados, les sirvió el navío de sepulcro, yendo a pique con ellos en medio de los horrores de una borrasca, que impidió al enemigo darles auxilio. Allí desaparecieron oficiales y hombres de todas clases dignos de mejor suerte...

Hace hincapié en la conducta del teniente de navío Juan de Matute, que al ser desmontada toda la artillería a su mando, la tercera batería, subió al alcázar y le dijo: Siendo inútil mi presencia en mi puesto, pido permiso para estar junto a mi comandante, en el lugar de más riesgo. Un momento después una bala de cañón le segaba la vida al teniente de navío don Joaquín de Salas, y unos doce segundos después, otra bala de cañón le arrancaba una pierna al teniente de navío Matute.
Nadie quedó en pie en el alcázar, toldilla y castillo, a excepción de Uriarte y aun este con dos contusiones. Todo a su alrededor estaba cubierto de cadáveres y heridos. Poco después cayeron los tres palos partidos por sus fogonaduras y entre todos estos destrozados restos quedó Uriarte también fuera de combate, por un astillazo que recibió en la cabeza. 
El navío Santísima Trinidad, en aquel desagradable día, arbolaba la insignia del jefe de escuadra Baltasar Hidalgo de Cisneros y se batió, al principio llevando una ventaja, contra el navío británico Victory, que no pudo realizar el corte de línea entre él y el navío francés Bucentaure, insignia de Villeneuve, tal como era la intención del almirante Nelson, quien enarbolando su insignia en el navío británico, encabezaba una de las dos líneas de ataque que trataron de partir en tres trozos a la flota combinada. 
En ayuda del Victory, que estuvo unos minutos en franca desventaja, acudieron los navíos Temeraire y Neptune. El primero, haciendo honor a su nombre, fue el que logró cortar la línea, ocupando la banda de estribor del Santísima Trinidad, mientras el Neptune lo hizo por la de babor, por lo que el español se vio rodeado de enemigos que le batían por todos los costados, mientras que él apenas podía efectuar sus fuegos con efectividad, y sobre el Neptune solo lo podía realizar con las bocas de fuego de popa, pues le tenía de enfilada. Además el navío insignia británico proseguía su ataque sin vacilaciones. 
En el parte rendido por Uriarte, dice: 

El Trinidad se mantuvo en defensa desesperada, hasta quedar arrasado de todos sus palos, cubierto de destrozos de ellos y de los de las vergas, masteleros, jarcia y velas, a más de haberse agotado la munición y muerta o herida más de la mitad de la tripulación.

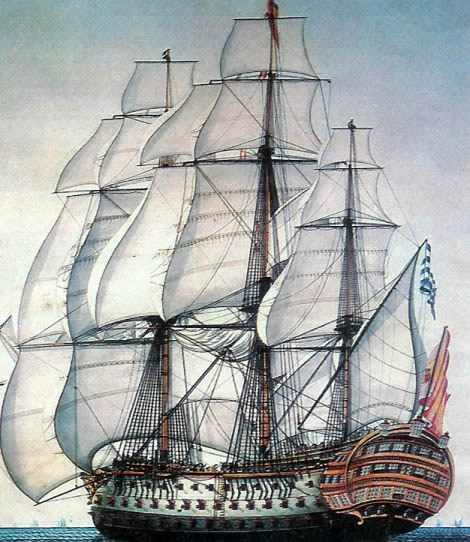
El navío Santísima Trinidad con sus cuatro puentes y 140 cañones

Cuando fue retirado y puesto a cubierto del fuego enemigo, el general Hidalgo de Cisneros también estaba herido de gravedad, por lo que Uriarte mandó llamar al oficial comandante de la primera batería, que era el más antiguo de los que quedaban en pie, y previa consulta con todos ellos, decidieron rendir el ya inútil navío para tratar de evitar en lo posible que cayeran más hombres sin necesidad. 
Fue apresado por los hombres del navío británico Prince, que lo marinaron y largaron un cabo para su remolque, pero estaba tan maltrecho, que por mucho que se esforzaron los británicos en salvarle, pues para ellos era una gran victoria conseguir a este navío, coloso de los mares, por lo que tuvieron que abandonarlo y se fue a pique, perdiendo así una gran oportunidad de guardar un recuerdo para la posteridad. 
Fue llevado a Gibraltar con el resto de los apresados en el combate. Cuando al almirante Collingwood le llegaron noticias del apresamiento de cierto sable de honor que pertenecía a un valiente general español, ordenó realizar las averiguaciones oportunas al caso, por lo que le devolvió el sable, diciéndole: Como testimonio honroso y prueba de estimación al valor español. El almirante británico también le hizo entrega de un cuadro que representaba a la Patrona del Trinidad (eso sí, agujereado a balazos), rescatado del buque antes de que se fuera a pique, así como los restos de la bandera de España, que tan heroicamente había sido defendida. (Todos estos objetos están hoy custodiados por el Museo Naval, al que fueron donados por su esposa estando ya viuda). 
El 9 de noviembre de 1805 se le otorgó el cargo de jefe de escuadra por los méritos demostrados en el anterior combate. En 1806 se le nombró mayor general de la Armada y consejero de Guerra, siguiendo en estos destinos, hasta que en 1808, por la invasión francesa, se produjo el alzamiento nacional contra los invasores franceses. Al ser ocupada la Villa y Corte por los ejércitos napoleónicos, presentó la dimisión de su cargo, que no le fue aceptada por el teniente general José de Mazarredo Salazar, director general de la Armada. 
Fue invitado a presentarse en el Palacio Real y prestar el juramento de fidelidad al rey intruso José Bonaparte, por lo que al oficio recibido le contestó con otro, dirigido al que se lo había mandado, el director general de la Armada, que terminaba diciendo: 

Ni mi honra ni mi conciencia me permiten renovar, acudiendo al mandato de V. E. juramento que tengo hecho a mi legítimo soberano y estoy pronto a perder mi empleo y mi vida, antes que acceder a lo que V. E. solicita en su oficio que dejo contestado.

Se puso inmediatamente en fuga, único medio de salir de la capital con vida, llegando a Sevilla y presentándose a la Junta Central. Esta le nombró jefe de la Junta de inspección de la Armada, a lo que él se negó a aceptar hasta que su conducta no fuera juzgada por un consejo de guerra. La Junta ya tenía constancia de su permanencia en Madrid, pero también de su comportamiento, por lo que no admitió su demanda, al ser conocedora de la defensa que había hecho, sin menoscabo del honor militar, por lo que le confirmó su nombramiento y en el cargo. 
En 1809 se le nombró gobernador militar de la isla de León, y ocupando este cargo ordenó y dirigió el corte del famoso Puente Zuazo. Ordenó que, al ser desmontados los sillares, fueran numerados de tal forma que resultase más fácil su reconstrucción posterior. 
Dirigió muchos otros trabajos de fortificación, dejando muy adelantados los de Gallineras y Sancti Petri, pero tuvo que dejarlo así porque el deber le obligaba a prestar otros servicios. Realizó la entrega de la plata que había podido conservar, aunque la Junta solo pedía entregar la tercera parte de lo que buenamente se poseyera, para ayuda de los gastos de la guerra. 
En 1811 Uriarte se ofreció para el mando de armas, aunque solo fuese el de una lancha cañonera, dice:

Sin consideración a su rango con renuncia a las gratificaciones propias del general embarcado y a parte de su sueldo.

Las Cortes le dieron oficialmente las gracias, pero éstas le entregaron el mando del Arsenal de La Carraca, baluarte que en aquellos momentos era la primera línea de fuego. Posteriormente pasó destinado como gobernador político y militar de la plaza de Cartagena, así como su capitán general. Otra prueba de su altruismo la dio en la primera ocasión en que llegaron fondos para el pago de salarios y atrasos: Uriarte renunció a la parte que le correspondía, que tenía un montante de unos treinta mil reales, a favor de los más necesitados. 
Fue ascendido a teniente general el 14 de octubre de 1814. En este mismo año renunció a la plaza de consejero de la Guerra y se retiró con la pertinente licencia al Puerto de Santa María, fatigado por los sufrimientos físicos y morales sufridos durante la guerra de la Independencia, para intentar reponerse de su maltrecha salud.
En 1816, algo repuesto de sus enfermedades, fue nombrado capitán general del departamento de Cartagena, poniéndose inmediatamente a intentar reparar los graves problemas por los que atravesaba la Armada. Dispuso la reparación de los edificios y la carena de los buques afectos a su jurisdicción, cargo en el que permaneció cinco años. En esta lucha contra tanta adversidad y pasividad de algunos, terminó por quebrantar su ya maltrecha salud, por lo que volvió a pedir licencia y en 1822 se retiró definitivamente al Puerto de Santa María, a disfrutar de un descanso más que merecido después de 49 de servicio. 
En premio a sus múltiples servicios prestados, el 16 de enero de 1836 se le ascendió a la máxima dignidad de la Real Armada como capitán general, nombramiento que llevaba consigo el de presidente del Almirantazgo. Ello provocó una nueva acción de altruismo, pues renunció al exceso de sueldo que le correspondía durante la guerra civil, un nuevo donativo que ascendía a más de 19 000 duros (un duro era el equivalente a ocho reales de plata, con el mismo peso, que el duro de cinco pesetas y veinte reales de 1869).

## Muerte
Falleció en su ciudad natal y en la propia casa que en 1753 le había visto nacer. 
Sus restos debieron reposar en el Panteón de Marinos Ilustres, mucho tiempo antes, pero la actitud de su viuda, que quería ser enterrada junto a él, dejó en suspenso el traslado, hasta que, en tiempos del rey Juan Carlos I, se dispuso por Real Decreto de 28 de julio de 1983 el traslado de los restos del capitán general de la Armada Francisco Javier de Uriarte y Borja, desde el cementerio de El Puerto de Santa María al Panteón de Marinos Ilustres de San Fernando. 
En su lápida hay una inscripción, que dice: 

AQUÍ YACE EL EXCMO. SR.

D. FRANCISCO JAVIER DE URIARTE Y BORJA

CAPITÁN GENERAL DE LA REAL ARMADA ESPAÑOLA

Y PRESIDENTE DEL ALMIRANTAZGO

AL MANDO DEL NAVÍO “SANTÍSIMA TRINIDAD”

RESULTÓ HERIDO EN EL COMBATE DE TRAFALGAR

EL DÍA 21 DE OCTUBRE DE 1805

AL ENFRENTARSE HEROICAMENTE

A CUATRO NAVÍOS INGLESES

GOBERNADOR MILITAR DE LA ISLA DE LEÓN

EN LA GUERRA DE LA INDEPENDENCIA

Y CAPITÁN GENERAL DEL DEPARTAMENTO DE CARTAGENA

DESTACÓ EN LAS CAMPAÑAS DE ARGEL

SANTA CATALINA, ROSELLÓN Y TOLÓN

EXPLORÓ EL ESTRECHO DE MAGALLANES,

DONDE DESCUBRIÓ VARIOS ISLOTES Y PUERTOS.

MURIÓ EN EL PUERTO DE SANTA MARÍA

A LOS 89 AÑOS DE EDAD

EL DÍA 29 DE NOVIEMBRE DE 1842